# Melanostomias niger
Melanostomias niger är en fiskart som beskrevs av John Dow Fisher Gilchrist och Von Bonde 1924. Melanostomias niger ingår i släktet Melanostomias och familjen Stomiidae. Inga underarter finns listade i Catalogue of Life.